# 46 (број)
46 је број, нумерал и име глифа који представља тај број. 46 је природан број који се јавља после броја 45, а претходи броју 47.

## У науци
- Је атомски број паладијума
- Је број хромозома код човека

## У спорту
- Је био број на мотору најуспешнијег возача мотора свих времена Валентина Росија. Овај број је користио и у тркама у млађим категоријама

## Остало
- Је међународни позивни број за Шведску[1]
- Је број француског департмана Лот
- Је број аутобуске линије у Београду која саобраћа на релацији Савски трг - Миријево[2]